# Drum național 79B
Der Drumul național 79B (rumänisch für „Nationalstraße 79B“, kurz DN79B) ist eine Nationalstraße in Rumänien. Sie verbindet die Stadt Salonta mit der Grenze zu Ungarn bei Sarkad.

## Verlauf
Die Straße zweigt in Salonta in südwestlicher Richtung von der Drum național 79 (Europastraße 671) ab und führt parallel zur Eisenbahnstrecke nach Gyula zur rumänisch-ungarischen Grenze in der Pannonischen Tiefebene bei dem ungarischen Grenzort Méhkerék (rumänisch Micherechi). In Rumänien berührt sie keine weiteren Orte. In Ungarn bildet eine niederrangige Straße ihre Fortsetzung.
Die Länge der Straße beträgt 14 Kilometer.